# آیلسان (بازیکن فوتبال)
آیلسان (به پرتغالی: Aislan Paulo Lotici Back) مدافع اهل برزیل است که در شهر Realeza و در تاریخ ۱۱ ژانویهٔ ۱۹۸۸ به دنیا آمده‌است.
آیلسان در تیم‌های فوتبال سائوپائولو سابقهٔ حضور دارد.